# Ляйбольд, Фридрих
Фридрих Ляйбольд (нем. Friedrich Leybold, 1827—1879) — немецкий ботаник, фармацевт, натуралист (естествоиспытатель).

## Биография
Фридрих Ляйбольд родился 29 сентября 1827 года в Гросскёльнбахе на территории Баварии. Учился у натуралиста Карла Фридриха Марциуса.
В 1865 году Ляйбольд высадился в Чили и начал свои исследования в области реки Мауле и вулканических районах.
В феврале 1871 года он начал исследовательскую поездку, пересекая горную цепь Анд; пунктом отправления был Сантьяго, Ляйбольд прибывал в его крайней восточной точке; начиная с провинции Мендоса он начал возвращение. Как и во всех путешествиях этой эпохи, исследовательский подход был направлен на описание новых видов животных и растений, в историческом контексте, характеризовавшимся поисками природных ресурсов для их использования в качестве сырья для промышленности.
Фридрих Ляйбольд умер 31 декабря 1879 года в Сантьяго-де-Чили.

## Научная деятельность
Фридрих Ляйбольд специализировался на папоротниковидных и на семенных растениях.

## Публикации
- Leybold F. 1873. Excursión a las pampas arjentinas. Hojas de mi diario. Febrero de 1871. Imprenta Nacional. Santiago[5].